# Palpares rajasthanicus
Palpares rajasthanicus là một loài côn trùng trong họ Myrmeleontidae thuộc bộ Neuroptera. Loài này được Ghosh miêu tả năm 1991.